# Турија (Олт)
Турија (рум. Turia) насеље је у Румунији у округу Олт у општини Ваља Маре. Oпштина се налази на надморској висини од 197 m.

## Становништво
Према подацима из 2002. године у насељу је живело 734 становника, од којих су сви румунске националности.